# Dominik Czeszyk
Dominik Czeszyk (ur. 1892 roku w Ubieszynie, zm. 27 grudnia 1961 w Hłudnie) – polski ksiądz rzymskokatolicki na kresach wschodnich, zesłany na Syberię.

## Życiorys
W 1919 roku w Przemyślu przyjął święcenia kapłańskie z rąk bpa Józefa Sebastiana Pelczara. W latach 1919–1922 był wikariuszem w parafii Świętej Trójcy Medenicach, a w latach 1922–1925 wikariuszem w parafii Korczyna. W 1925 roku został proboszczem  w parafii Łanowice. W 1948 roku został aresztowany przez władze sowieckie i zesłany na Syberię.
W 1955 roku powrócił i został proboszczem parafii Przemienienia Pańskiego w Dobromilu. W 1957 roku został usunięty z Ukrainy i zmuszony do wyjazdu do Polski. Po powrocie do diecezji przemyskiej, w latach 1957–1960 był proboszczem w parafii Hłudno. W 1960 roku przeszedł na emeryturę. Zmarł 27 grudnia 1961 roku.